# Астарт (царь Тира)
Астарт (др.-греч. Ἅσταρτος, лат. Astartus) — царь Тира в конце X — начале IX века до н. э.

## Биография
Астарт известен из единственного исторического источника: цитаты из Менандра Эфесского, сохранившейся в труде Иосифа Флавия «Против Апиона». В свою очередь, Менандр позаимствовал приводимые им свидетельства непосредственно из имевшихся в архивах Тира хроник.
Согласно Иосифу Флавию, Астарт, сын Деластарта, был преемником на тирском престоле царя, пришедшего к власти после убийства Абдастарта. Предполагается, что имя того могло быть Метастарт. Астарт правил двенадцать лет и скончался в возрасте пятидесяти четырёх лет. После него новым властителем Тира стал его младший брат Астарим.
Современные историки, опираясь на свидетельство Иосифа Флавия об основании Карфагена Дидоной и ста пятидесяти пяти годах и восьми месяцах, отделявших это событие от восшествия на тирский престол царя Хирама I Великого, датируют правление Астарта приблизительно концом X — началом IX века до н. э. Однако так как в трудах античных авторов упоминаются две даты основания Карфагена (825 и 814 годы до н. э.), в работах современных историков даты правлений царей Тира, живших ранее середины IX века, не всегда синхронизированы. В качестве более точных дат правления Астарта упоминаются различные периоды с 920 по 896 год до н. э. включительно.
В целом, свидетельства античных авторов о правлении Астарта современными историками считаются достоверными. Однако среди востоковедов нет единого мнения в отношении того, в каких родственных связях Астарт состоял со своим предшественником на престоле. Причина этого — разногласия в прочтении текста Иосифа Флавия в той части, в которой повествуется о преемниках Абдастарта. Из-за разночтений в рукописях трактата «Против Апиона» среди исследователей существуют две противоположные точки зрения на происхождение Астарта. Согласно некоторым историкам, он был одним из четырёх братьев, убивших царя Абдастарта. По мнению других исследователей, Астарт не был младшим братом Метастарта. Скорее всего, он состоял в родстве с царём Абдастартом (возможно даже был его внуком). В пользу таких родственных связей свидетельствуют и ономастические данные, так как имя Астрат является сокращённой формой имени Абдастарт. Вероятно, четыре брата-убийцы правили одновременно, и после кончины старшего из них в лице Астарта на тирский престол возвратилась династия, основанная царём Абибаалом.

## Комментарии
1. ↑  В некоторых списках трактата «Против Апиона» имя отца Астарта читается как Леастарт[7].
2. ↑  Фрагмент 18-й главы трактата «Против Апиона» в издании 1994 года[3]: 

…Абдастрат, который прожил двадцать девять лет и царствовал девять лет. Его погубили четверо его сыновей, составивших заговор. Старший из них царствовал двенадцать лет. Метусастарт Делеастарт прожил пятьдесят четыре года и правил двенадцать лет. После него его брат Астарим прожил пятьдесят четыре года и царствовал девять лет. Он был убит своим братом Фелитом, который, захватив власть, правил восемь месяцев и прожил всего пятьдесят лет.
3. ↑  Фрагмент 18-й главы трактата «Против Апиона» в переводе Б. А. Тураева[1]: 

…Абдастрат, живший 29 лет, царствовал 9 лет. Его убили, составив заговор, четыре сына его кормилицы. Старший из них царствовал 12 лет. 
 После них Астарт, сын Делеастарта, живший 54 года, царствовал 12 лет. 
 После него брат его Астарим живший 54 года, царствовал 9 лет. 
 Он погиб от руки своего брата Фелита который, захватив царство, властвовал 8 месяцев. Жил он 50 лет.
4. ↑  По мнению Эдварда Липиньского[англ.], четыре брата-убийцы царя Абдастарта правили одновременно с Астартом в разных частях Тирского царства и продолжительность правления этих пяти монархов составляла двенадцать лет[11].